# Distrikte der Seychellen

Gliederung der Seychellen

Die Seychellen sind in 25 Distrikte gegliedert, die alle im Bereich der Inneren Inseln liegen. Davon liegen 22 hauptsächlich oder ausschließlich auf der Hauptinsel Mahé, zwei auf Praslin, während La Digue mit Nebeninseln und auch einigen entfernteren Inseln (darunter Silhouette, North Island, Frégate, Bird Island und Denis Island) einen weiteren Distrikt bildet. Die Outer Islands (Zil Elwannyen Sesel), die mit 211,3 km² flächenmäßig 46,4 % der Seychellen ausmachen, sind keinem Verwaltungsbezirk zugeordnet.
Die ursprünglich 23 Distrikte wurden durch den Local Government Act von 1991 als örtliche Selbstverwaltungseinheiten geschaffen, mit gewählten Vorsitzenden (Chairpersons) und Räten (Councillors). Gleichzeitig dienten sie als Wahlbezirke. Jeder Wahlbezirk entsendet je einen Vertreter in die Volksversammlung (People's Assembly). Außerdem bilden die Distrikte die räumlichen Bezugseinheiten der Regionalstatistik. Diese 23 Distrikte entsprachen großteils den 23 Wahlbezirken, die bereits für die Parlamentswahl von 1979 gebildet wurden.
1993 wurden die Distrikträte wieder abgeschafft. Seither werden die Distrikte durch Verwalter regiert, die durch die Zentralregierung ernannt werden. Auf einer neueren Informationsseite der Regierung der Seychellen ist wieder von lokalen Distrikträten (District Community Councils) die Rede.
1998 wurden zwei neue Distrikte, Roche Caiman und Les Mamelles (nicht zu verwechseln mit Mamelles Island) geschaffen, großenteils von Neuland sowie von Teilen des Distrikts Plaisance.
Die Hauptstadt Victoria wird gebildet aus Teilen der Distrikte English River, Saint Louis und  Mont Fleuri.

## Historische Distrikte
Die ursprüngliche Distriktgliederung der Kolonialzeit kannte nur vier Distrikte:
1. North Mahé
2. South Mahé
3. Central Mahé
4. Praslin

Praslin erhielt bereits 1949 einen eigenen Inselrat für die lokale Selbstverwaltung, besteht aktuell jedoch aus zwei Distrikten.

## Tabelle der Distrikte
| Nr. 1) | Distrikt                            | Hauptort             | Fläche km² | Bevölkerung Volkszählung 2002 | Bevölkerung Volkszählung 2010 | Region        |
| ------ | ----------------------------------- | -------------------- | ---------- | ----------------------------- | ----------------------------- | ------------- |
| 01     | Anse aux Pins                       | Anse Aux Pins        | 2,2        | 3.535                         | 3.850                         | East/South    |
| 02     | Anse Boileau                        | Anse Boileau         | 12,0       | 3.994                         | 4.011                         | West          |
| 03     | Anse Etoile                         | Anse Etoile          | 5,8        | 4.272                         | 4.717                         | North         |
| 04     | Au Cap (früher Anse Louis)          | La Plaine St. André? | 8,7        | 2.997                         | 4.233                         | East/South    |
| 05     | Anse Royale                         | Anse Royale          | 6,6        | 3.688                         | 4.168                         | East/South    |
| 06     | Baie Lazare                         | Baie Lazare          | 12,1       | 2.957                         | 3.608                         | West          |
| 07     | Baie Sainte Anne                    | Anse Volbert         | 25,1       | 3.655                         | 4.876                         | Inner Islands |
| 08     | Beau Vallon                         | Beau Vallon          | 4,3        | 3.797                         | 4.120                         | North         |
| 09     | Bel Air                             | Bel Air              | 4,7        | 2.900                         | 2.857                         | Central       |
| 10     | Bel Ombre (Belombre)                | Belombre             | 9,2        | 3.538                         | 3.708                         | North         |
| 11     | Cascade                             |                      | 10,4       | 3.439                         | 4.267                         | East/South    |
| 12     | Glacis                              |                      | 7,0        | 3.576                         | 3.833                         | North         |
| 13     | Grand’Anse Mahé                     | Grand’Anse           | 15,4       | 2.587                         | 3.106                         | West          |
| 14     | Grand’Anse Praslin                  | Grand Anse           | 14,4       | 3.335                         | 3.727                         | Inner Islands |
| 15     | La Digue and Inner Islands          | La Passe             | 41,7       | 2.099                         | 3.045                         | Inner Islands |
| 16     | English River                       | English River        | 1,7        | 3.624                         | 4.196                         | Central       |
| 17     | Mont Buxton                         | Mont Buxton          | 1,2        | 3.107                         | 3.089                         | Central       |
| 18     | Mont Fleuri                         | Mont Fleuri          | 6,1        | 3.611                         | 3.419                         | Central       |
| 19     | Plaisance                           | Plaisance            | 3,4        | 3.399                         | 3.781                         | Central       |
| 20     | Pointe La Rue                       | Pointe Larue         | 3,9        | 2.715                         | 3.071                         | East/South    |
| 21     | Port Glaud                          | Port Glaud           | 26,7       | 2.174                         | 2.572                         | West          |
| 22     | Saint Louis                         | Saint Louis          | 1,1        | 3.325                         | 3.209                         | Central       |
| 23     | Takamaka                            | Takamaka             | 14,4       | 2.589                         | 2.825                         | East/South    |
| 24     | Les Mamelles                        | Les Mamelles         | 1,8        | 2.352                         | 2.667                         | Central       |
| 25     | Roche Caïman                        | Roche Caiman         | 1,2        | 2.652                         | 3.232                         | Central       |
| 26 2)  | Outer Islands (Zil Elwannyen Sesel) | (Coëtivy)            | 211,3      | 1250                          | 758                           | Outer Islands |
|        | Seychellen                          | Victoria             | 455,0      | 81.177                        | 90.945                        |               |

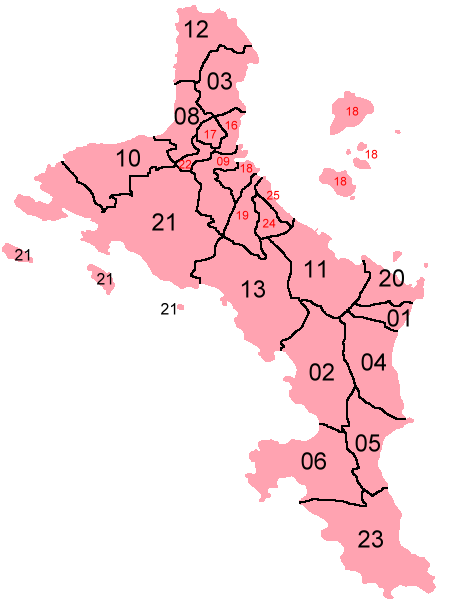
Distrikte auf der Insel Mahé
rote Ziffern: Greater Victoria

Praslin mit Gliederung in zwei Distrikte (07 und 14)

1) Die Nummer entspricht dem ISO-Code für die Distrikte 01 bis 23.

2) zu keinem Distrikt gehörig